# Уайъндот (окръг, Охайо)
Окръг Уайъндот (на английски: Wyandot County) е окръг в щата Охайо, Съединени американски щати. Площта му е 1057 km², а населението - 22 908 души (2000). Административен център е град Горен Сандъский.